# سازمان پارک‌های ملی
سازمان پارک‌های ملی (به انگلیسی: National Park Service) نام یک آژانس فدرال ایالات متحده آمریکا است که مسئولیت نگاهداری و ادارهٔ مناطق ملی آمریکا (اعم از پارک‌های طبیعی و اماکن ملی تاریخی و یادبود) را بر عهده دارد.
این اداره در سال ۱۹۱۶ بدستور کنگره ایالات متحده آمریکا تشکیل شد، و زیر نظر وزارت کشور ایالات متحده آمریکا اداره می‌گردد.
سیستم پارک‌های ملی توسط برخی تاریخ‌نویسان «بهترین ایدهٔ آمریکا» نامگذاری گردیده.

## فهرست
این سازمان وظیفه سرپرستی از ۳۹۱ پارک را بر عهده دارد. از این تعداد، ۵۸ پارک از نوع پارک طبیعی هستند:
- فهرست پارک‌های ملی آمریکا بر پایه ایالت